# Papuga Gaduła
Papuga Gaduła (podtytuł Samośpiew – Teleranek) – album Jacka Skubikowskiego wydany w 1989 roku nakładem wytwórni Polton, stanowiący ścieżkę dźwiękową do planowanego filmu animowanego Wiesława Zięby. Został nagrany w 1988 roku we współpracy z Maciejem Januszką, Majką Jeżowską i Ryszardem Rynkowskim.

## Lista utworów

### Strona A
1. „Papuga Gaduła” (wyk. Majka Jeżowska, Jacek Skubikowski) – 3:25
2. „Twój przyjaciel” (wyk. Jacek Skubikowski) – 3:15
3. „Kto wie, kto wie, kto powie” (wyk. Maciej Januszko, Jacek Skubikowski) – 3:25
4. „Sto psot” (wyk. Ryszard Rynkowski) – 3:00
5. „Kto kłamie mamie…” (wyk. Maciej Januszko, Jacek Skubikowski) – 3:15
6. „Żółta żaba żarła żur” (wyk. Maciej Januszko, Jacek Skubikowski) – 2:50

### Strona B
1. „Ptak Nijaki” (wyk. Maciej Januszko, Jacek Skubikowski) – 3:35
2. „Szarańcza to żarty” (wyk. Maciej Januszko, Ryszard Rynkowski) – 3:20
3. „Złota klatka” (wyk. Majka Jeżowska) – 3:05
4. „Akademia muzyczna” (wyk. Jacek Skubikowski) – 3:30
5. „Pa, pa! Papugo” (wyk. Ryszard Rynkowski, Jacek Skubikowski) – 3:15

## Twórcy
- Jacek Skubikowski – muzyka, słowa, opracowanie, śpiew
- Maciej Januszko – śpiew
- Majka Jeżowska – śpiew
- Ryszard Rynkowski – śpiew

### Personel
- Rafał Paczkowski – reżyseria i realizacja nagrań
- Maciej Krzywicki – opracowanie okładki
- Wiesław Zięba – opracowanie okładki[1][2]